# Amandava amandava

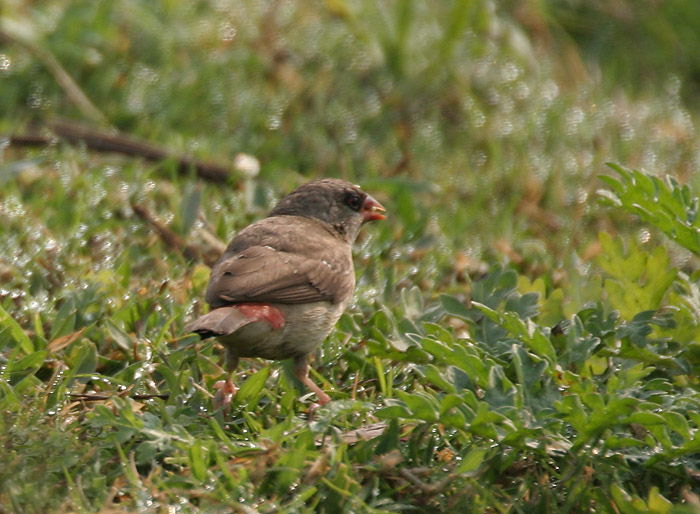
Hembra en Calcuta, Bengala Occidental, India.

El bengalí rojo (Amandava amandava) es una especie de ave passeriforme de la familia Estrildidae. Es originario del sur de Asia, con un área de distribución global estimada de más de 10.000.000 km² . Son populares aves de jaula debido al colorido del plumaje de los machos en la época de reproducción. Su hábitat original son campos abiertos y pastos. El nombre amandava proviene de la ciudad de Ahmedabad en Gujarat desde donde estos animales fueron exportados dentro del comercio de mascotas.

## Distribución
Se encuentra en Bangladés, Camboya, China, Egipto, India, Indonesia, Burma, Nepal, Pakistán, Tailandia y Vietnam. Existen poblaciones introducidas en la península ibérica (España y Portugal), Brunéi, Fiyi, Malasia, Puerto Rico, Singapur y Hawái. En España cría desde la década de 1970 y está en expansión, considerándose común en las vegas del Guadiana (Extremadura), así como en algunos lugares de Madrid, Barcelona, Málaga y Granada.

### Carácter invasor en España
Debido a su potencial colonizador y constituir una amenaza grave para las especies autóctonas, los hábitats o los ecosistemas, esta especie ha sido incluida en el Catálogo Español de Especies Exóticas Invasoras, regulado por el Real Decreto 630/2013, de 2 de agosto, estando prohibida en España su introducción en el medio natural, posesión, transporte, tráfico y comercio.

## Taxonomía
Se reconocen las siguientes subespecies:
- Amandava amandava amandava
- Amandava amandava flavidiventris
- Amandava amandava punicea

## Galería de imágenes

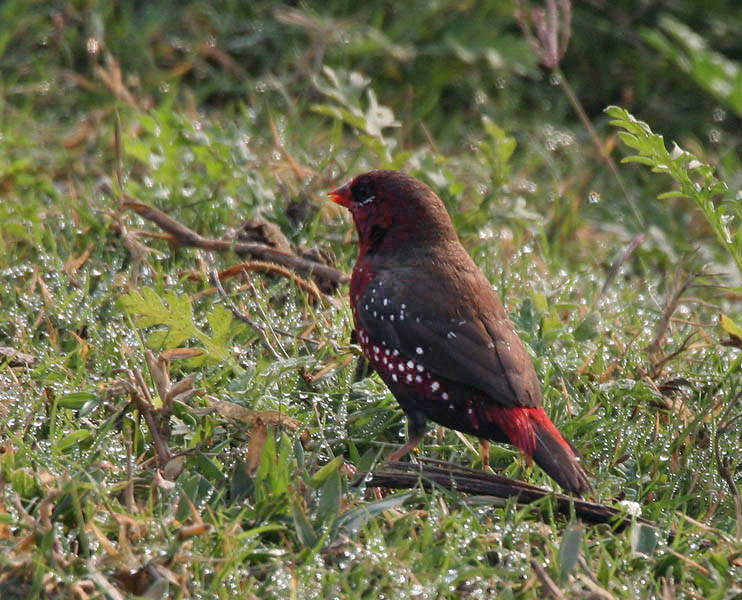
Macho en Calcuta, Bengala Occidental, India.
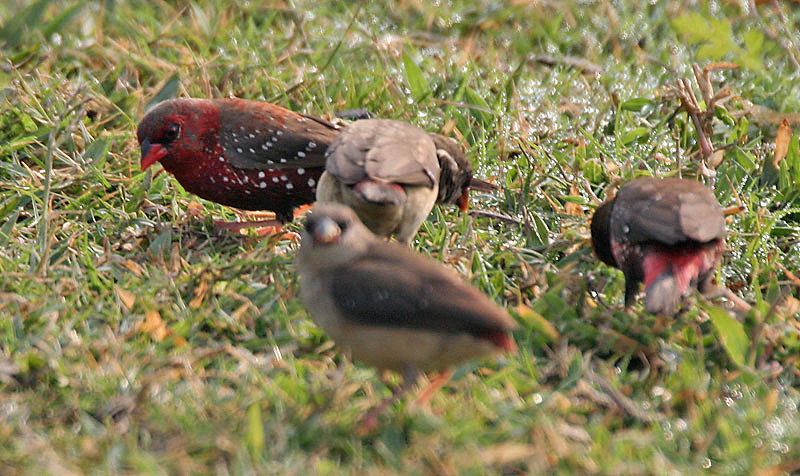
En Calcuta, Bengala Occidental, India.

- Datos: Q73741
- Multimedia: Amandava amandava / Q73741
- Especies: Amandava amandava